# Español cundiboyacense
El español cundiboyacense, a veces referido simplemente como boyacense, es un dialecto del idioma español hablado en el centro de la región andina de Colombia, en los departamentos de Cundinamarca y Boyacá. El español bogotano corresponde a una variedad urbana de este dialecto clasificada por separado.

## Historia
El dialecto de la zona montañosa del Altiplano Cundiboyacense tiene sus antecedentes en las lenguas chibchenses, tales como el muisca, y la hibridación con la colonización de este territorio a manos de provenientes de Extremadura, Andalucía y Castilla, lo cual es evidente en el escudo de Tunja idéntico al de Toledo. Podría ser la variedad más antigua del país.

## Fonética
- La /s/ se aspira en ocasiones en contexto intervocálico pero se mantiene siempre al final. Ejemplo: Nojotros en vez de Nosotros o Los árboles > loh árboles. Tiene hasta tres formas de articularse: laminoalveolar, coronodental (comunes en todo el continente) y apicoalveolar (semejante a la del español del norte de España).
- La "y" es fuerte ([dʒ]), con tendencia al rehilamiento entre los jóvenes pronunciándose de igual manera como /ʝ/. Se conserva distinción entre y /ʝ/ y ll /ʎ/ en los hablantes tradicionales.
- La "j" tiene una articulación glotal como la /h/ aspirada inglesa, muy lejos de las realizaciones velares /x/ del español pastuso, México, Perú, Argentina o del español de España.
- La /n/ final de palabra es alveolar y no velar como en las costas.
- La fricatización de /rr/ y de /r/ final se puede encontrar más entre la gente mayor y las zonas rurales, sobre todo en la cordillera Oriental, por lo demás son similares al estándar.
- Las /b/, /d/ y /g/ se pronuncian débilmente entre vocales, pero tras consonantes son oclusivas: algo [algo], distinto en el resto de los dialectos del español.

## Morfología
En esta región colombiana se da un uso general del ustedeo. Al igual que la palabra usted, que proviene de vuestra merced, el pronombre sumercé se deriva del mismo modo de la palabra su merced, usada en la época colonial española tardía. Este pronombre al principio era de trato exclusivo pero pronto se convirtió en una manera informal y casual de referirse al otro. El uso de este pronombre es extendido, pero no generalizado y mayoritariamente se encuentra en las áreas rurales.
Los mayores centros urbanos de la región como Tunja, Sogamoso, Duitama, Facatativá, Chiquinquirá, Fusagasugá y Chía también hacen uso del pronombre tú al lado del trato de usted y del sumercé según diversas situaciones. El pronombre sumercé es conjugado de la misma manera que usted. Ante las dudas que ofrecen las diversas situaciones comunicativas, los hablantes prefieren el uso de "usted" que siempre va asociado a un nivel de habla más elevado o correcto, y dejan a un lado el "tú", que puede causar inseguridad, y que puede resultar incómodo al interlocutor, además que muchos hablantes desconocen o desconocían la conjugación correcta. El final de este proceso es que amplias zonas desconocen el "tuteo" en el trato cotidiano.
El ustedeo está condicionado por el sexo del interlocutor. Los hombres suelen ustedear a otros hombres de su edad y situación social mientras que tutean a mujeres de igual posición. Sin embargo usan el usted con mujeres, para crear un efecto de confianza o intimidad. En cambio, para las mujeres, el tuteo es el recurso que sirve para mostrar confianza y el usted para preservar las distancias. Estos rasgos culturales hacen que se considere la variedad dialectal más antigua del país.
Así encontramos a esposos hablándose de "usted"; también en círculos de amigos, e incluso se ven amos que tratan de "usted" a sus mascotas. Este panorama es, ciertamente, una tendencia general. Como se comenta aquí, el uso extensivo de "usted" en las relaciones íntimas o familiares. Otra particularidad es la anteposición de "señor" y "señora", don o doña para referirse de manera cortés a personas de rango o edad superior como pasa en todo el país y otros países americanos.

## Léxico
Al igual que en cualquier región, en la región cundiboyacense se va creando un vocabulario típico que es causa y consecuencia de diferencias culturales con otras regiones. Agunos términos pueden aparecer también en el español bogotano y otras regiones cercanas. En la siguiente lista se ilustran algunas de ellas:
- Chino: Niño
- Achicopalado: Con semblante triste, que demuestra depresión, achantado.
- Chúcaro: Genérico despectivo de "policía". Es utilizado especialmente para referirse a los Auxiliares Bachilleres de la Policía que están cumpliendo su servicio militar obligatorio.
- Sumercé: Usado para referirse con respeto de una persona a otra y tomado del español antiguo: Su merced.
- Jeta: Expresión popular para decir boca, cara o rostro.
- Guaro: Aguardiente.
- Gaznate: Garganta.
- Asolapado: Persona que no es honesta o es hipócrita.
- Jartar: Comer, beber, consumir o tragar.
- Chuzo: 1. Lugar donde se comercializan productos (local) 2. Arma Corto Punzante. 3. Sinónimo de pincho (generalmente carne en palillos, usualmente acompañada de papa)

## Hablantes notables
- Jorge Velosa Cantante.
- Nairo Quintana Ciclista.
- Julio Medina Actor.
- Egan Bernal Ciclista.